# Aisling Daly
Pour les articles homonymes, voir Daly.
Aisling Daly, née le 24 décembre 1987, est une pratiquante de MMA irlandaise évoluant au sein de l'organisation UFC dans la catégorie des poids pailles.

## Biographie
Aisling Daly a commencé à s'entrainer à diverses techniques de combat et notamment au jiu-jitsu brésilien durant son adolescence. Elle a fait en parallèle des études d’anglais et d'histoire mais a tout abandonné pour se consacrer à sa carrière. Elle a été la première femme professionnelle et la première championne irlandaise en MMA.

## Carrière en MMA

### Débuts
Aisling Daly fait ses débuts en professionnelle à Hvidovre au Danemark le 5 mai 2007 face à la Danoise Nicole Sydboge lors de l'événement Adrenaline 1. Elle parvient à soumettre son adversaire par un étranglement en guillotine au bout d'une minute dans le second round.

### Bellator Fighting Championships
Le 22 juin 2010, l'organisation américaine Bellator Fighting Championships annonce que la combattante irlandaise qui affiche des statistiques de neuf victoires pour aucune défaite sera présente au Bellator 26 du 26 août 2010 se déroulant à Kansas City dans le Missouri .
Ce jour-là, pour son premier combat avec le Bellator, elle est opposée à l'Américaine Lisa Ellis qui remporte la victoire par décision unanime (30-27, 30-27, 30-27) et fait subir à Aisling Daly la première défaire de son parcours en MMA.

### Cage Warriors Fighting Championship
Lors du CWFC 41 ayant lieu à Kentish Town en Angleterre le 24 avril 2011, Aisling Daly est opposée à l'Allemande Sheila Gaff (6-4). L'Irlandaise subit dès le début du combat le muay-thaï de son adversaire et ne résiste que grâce à un bon grappling. À coups de genou au corps et à l'aide de ses coudes, l'Allemande finit par faire plier Aisling Daly qui ne tarde pas à prendre cinq coups de genou consécutifs au corps et à la tête, suivies d'un coup de poing dévastateur qui oblige l'arbitre à interrompre le combat. Aisling Daly connait ainsi sa seconde défaite en MMA.

### North American Allied Fight Series
Le 4 juin 2011 le titre des poids pailles NAAFS est mis en jeu à Cleveland dans l'Ohio lors d'un affrontement entre la tenante du titre Jessica Eye, native de l'Ohio, et Aisling Daly. L'Américaine qui combat dans son jardin et qui part favorite sous les encouragements du public, domine le premier round et fait subir des phases de ground and pound à son adversaire. La seconde reprise voit les deux combattantes tenter tour à tour plusieurs soumissions, jusqu'à ce que Jessica Eye cherche à placer une clé de cheville. Aisling Daly parvient à se dégager, passe dans le dos de l'Américaine et la soumet par étranglement arrière. Aisling Daly est déclarée championne féminine NAAFS 2011 des moins de 125 lb (57 kg).

### Invicta Fighting Championships
Pour ses débuts au sein de l'Invicta FC, Aisling Daly rencontre l'Américaine Barb Honchak le 6 décembre 2012. Dans l'aire de combat installée au Mémorial Hall de Kansas City, l'Irlandaise s'incline par décision unanime (30-27, 30-27, 30-27).

### Ultimate Fighting Championship
Le 12 décembre 2014, Aisling Daly participe pour la première fois à un événement de l'Ultimate Fighting Championship. Elle est opposée, à la combattante australienne Alex Chambers lors de l'événement The Ultimate Fighter: A Champion Will Be Crowned Finale se déroulant à Las Vegas. Elle remporte le combat en soumettant son adversaire avec une clé de bras juste avant la fin du premier round.
Le 25 avril 2015, Aisling Daly se rend à l'UFC 186 forte de son succès du mois de décembre. Elle affronte la Canadienne Randa Markos qui sort d'une défaite par décision partagée lors de sa première participation où elle été opposée à Jessica Penne.
Lors du premier round Aisling Daly ne trouve pas de faille car elle est dominée dans les phases debout et ne parvient pas à faire la différence au sol où Randa Markos retourne la situation à chaque fois. Lors de la seconde reprise Aisling Daly impose le combat en grappling et gène considérablement son adversaire mais elle ne parvient pas à finir le combat. Lors de la troisième reprise, Randa Markos oblige l'Irlandaise à venir au sol et place une clé de bras qui est tout prêt d'être décisive. Aisling Daly résiste jusqu'à la fin du combat mais elle subit une défaite par décision unanime (30-27, 29-28, 29-28).

### Palmarès en MMA
| 22 combats     | 16 victoires | 6 défaites |
| Par KO         | 5            | 1          |
| Par soumission | 8            | 0          |
| Sur décision   | 3            | 5          |

| Résultat | Record | Adversaire         | Méthode                                 | Événement                                                   | Date              | Round | Temps | Lieu                              | Notes                                                    |
| -------- | ------ | ------------------ | --------------------------------------- | ----------------------------------------------------------- | ----------------- | ----- | ----- | --------------------------------- | -------------------------------------------------------- |
| Victoire | 16-6   | Ericka Almeida     | Décision unanime                        | UFC Fight Night: Holohan vs. Smolka                         | 24 octobre 2015   | 3     | 5:00  | Dublin, Irlande                   |                                                          |
| Défaite  | 15-6   | Randa Markos       | Décision unanime (30-27, 29-28, 29-28)  | UFC 186: Johnson vs. Horiguchi                              | 25 avril 2015     | 3     | 5:00  | Montréal, Québec, Canada          |                                                          |
| Victoire | 15-5   | Alex Chambers      | Soumission (clé de bras)                | The Ultimate Fighter: A Champion Will Be Crowned Finale     | 12 décembre 2014  | 1     | 4:53  | Las Vegas, Nevada, États-Unis     | Inauguration de la catégorie des poids pailles de l'UFC. |
| Victoire | 14-5   | Karla Benitez      | Soumission (clé de bras)                | CWFC 63: Cage Warriors Fighting Championship 63             | 31 décembre 2013  | 2     | 4:26  | Dublin, Irlande                   |                                                          |
| Défaite  | 13-5   | Katja Kankaanpää   | Décision unanime                        | CWFC 51: Cage Warriors Fighting Championship 51             | 31 décembre 2012  | 3     | 5:00  | Dublin, Irlande                   |                                                          |
| Défaite  | 13-4   | Barb Honchak       | Décision unanime (30-27, 30-27, 30-27)  | Invicta FC 3: Penne vs. Sugiyama                            | 6 décembre 2012   | 3     | 5:00  | Kansas City, Kansas, États-Unis   |                                                          |
| Défaite  | 13-3   | Rosi Sexton        | Décision unanime                        | CWFC 47: Cage Warriors Fighting Championship 47             | 2 juin 2012       | 3     | 5:00  | Dublin, Ireland                   | Demi-finale du tournoi féminin des poids mouches du CWFC |
| Victoire | 13-2   | Kelly Warren       | Soumission (clé de bras)                | NAAFS: Night of Champions 2011                              | 23 novembre 2011  | 2     | 4:39  | Canton, Ohio, États-Unis          | Défend le titre des moins de 125 lb (57 kg) du NAAFS.    |
| Victoire | 12-2   | Angela Hayes       | Soumission (clé de bras)                | CWFC: Fight Night 2                                         | 8 septembre 2011  | 1     | 0:20  | Amman, Jordanie                   |                                                          |
| Victoire | 11-2   | Jessica Eye        | Soumission (étranglement arrière)       | NAAFS: Fight Night In The Flats 7                           | 4 juin 2011       | 2     | 4:00  | Cleveland, Ohio, États-Unis       | Remporte le titre des moins de 125 lb (57 kg) du NAAFS.  |
| Défaite  | 10-2   | Sheila Gaff        | TKO (coups de genoux et coups de poing) | CWFC 41: Cage Warriors Fighting Championship 41             | 24 avril 2011     | 1     | 1:34  | North London, Angleterre          |                                                          |
| Victoire | 10-1   | Molly Helsel       | Décision unanime                        | CWFC 39: Cage Warriors Fighting Championship - The Uprising | 27 novembre 2010  | 3     | 5:00  | Cork, Irlande                     |                                                          |
| Défaite  | 9-1    | Lisa Ellis         | Décision unanime                        | BFC: Bellator Fighting Championships 26                     | 26 août 2010      | 3     | 5:00  | Kansas City, Missouri, États-Unis |                                                          |
| Victoire | 9-0    | Maiju Kujala       | Décision unanime                        | Rumble in Rush 2                                            | 7 novembre 2009   | 3     | 5:00  | Dublin, Irlande                   |                                                          |
| Victoire | 8-0    | Tevi Say           | TKO (coups de poing)                    | COT 4: Cage of Truth 4                                      | 22 novembre 2008  | 1     | 2:30  | Dublin, Irlande                   |                                                          |
| Victoire | 7-0    | Eva Liskova        | Soumission (étranglement arrière)       | Cage Rage 27: Step Up                                       | 12 juillet 2008   | 1     | 1:18  | Londres, Angleterre               |                                                          |
| Victoire | 6-0    | Myriem el Banouti  | TKO (coups de poing)                    | Cage Rage Contenders: Ireland vs. Belgium                   | 3 mai 2008        | 1     | 1:38  | Dublin, Irlande                   |                                                          |
| Victoire | 5-0    | Aysen Berik        | TKO (arrêt du coin)                     | Cage Rage 25: Bring It On                                   | 8 mars 2008       | 1     | 1:49  | Londres, Angleterre               |                                                          |
| Victoire | 4-0    | Nadia van der Wel  | TKO (coups de poing)                    | COT 1: Battle on the Bay                                    | 24 novembre 2007  | 2     | 2:39  | Dublin, Irlande                   |                                                          |
| Victoire | 3-0    | Majanka Lathouwers | Soumission (clé de bras)                | Cage Rage Contenders: Dynamite                              | 29 septembre 2007 | 2     | 4:43  | Dublin, Irlande                   |                                                          |
| Victoire | 2-0    | Annika Sitter      | TKO (coups de poing)                    | ROT 7: The Next Level                                       | 28 juillet 2007   | 1     | 0:22  | Dublin, Irlande                   |                                                          |
| Victoire | 1-0    | Nicole Sydboge     | Soumission (étranglement en guillotine) | Adrenaline 1: Feel the Rush                                 | 5 mai 2007        | 2     | 1:00  | Hvidovre, Danemark                |                                                          |